# Argiope anasuja
Argiope anasuja là một loài nhện trong họ Araneidae.
Loài này thuộc chi Argiope. Argiope anasuja được Tord Tamerlan Teodor Thorell miêu tả năm 1887.

## Hình ảnh

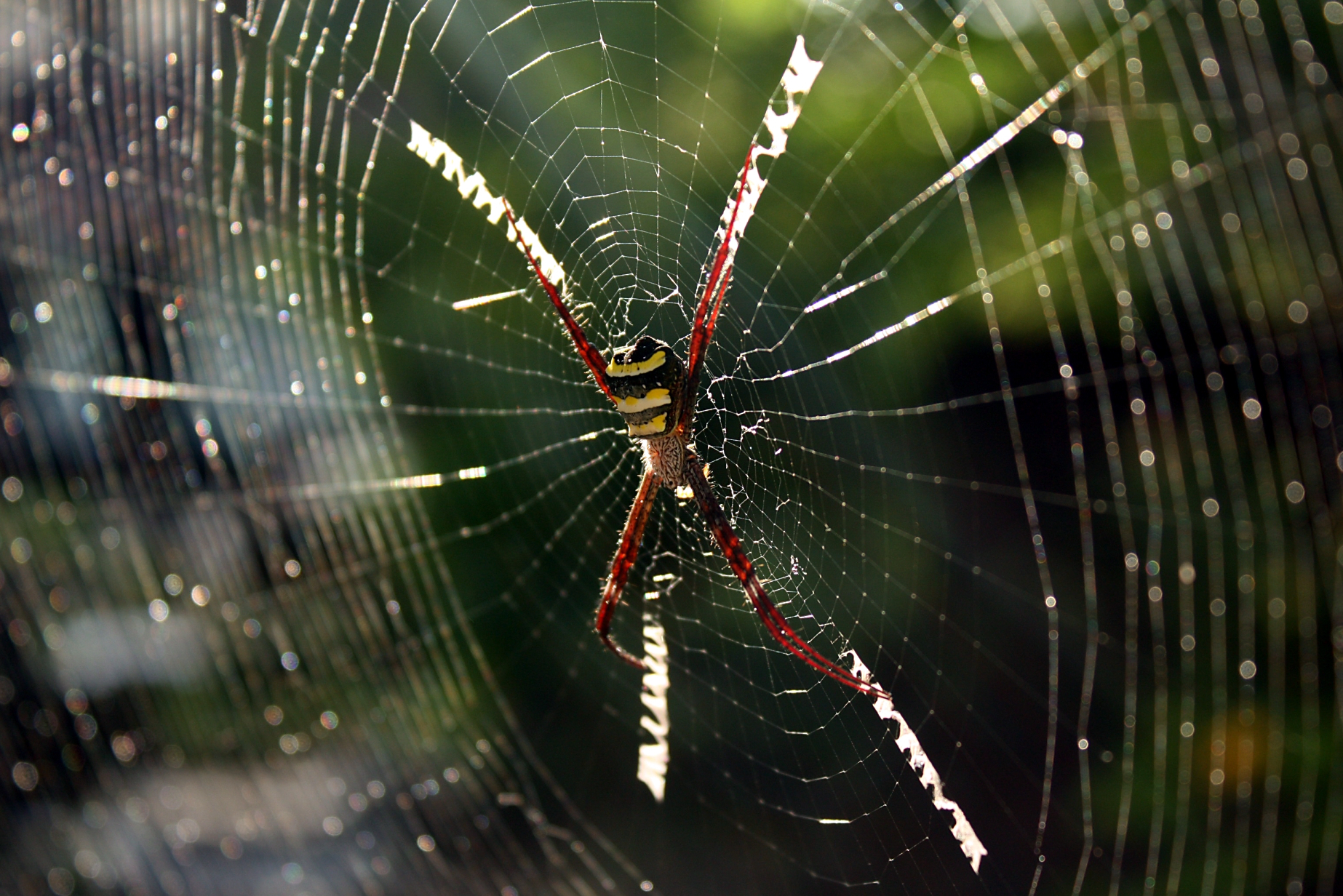
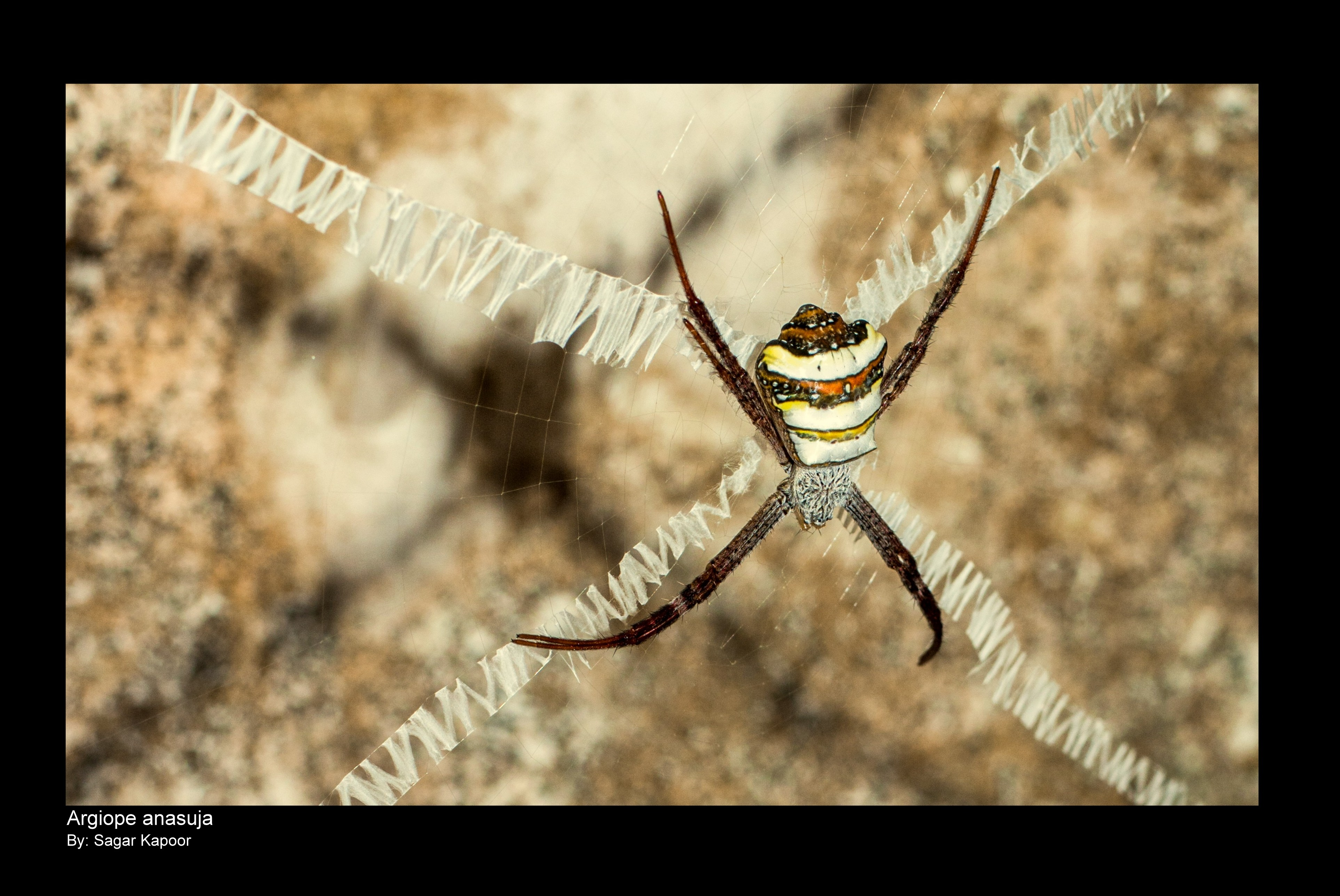
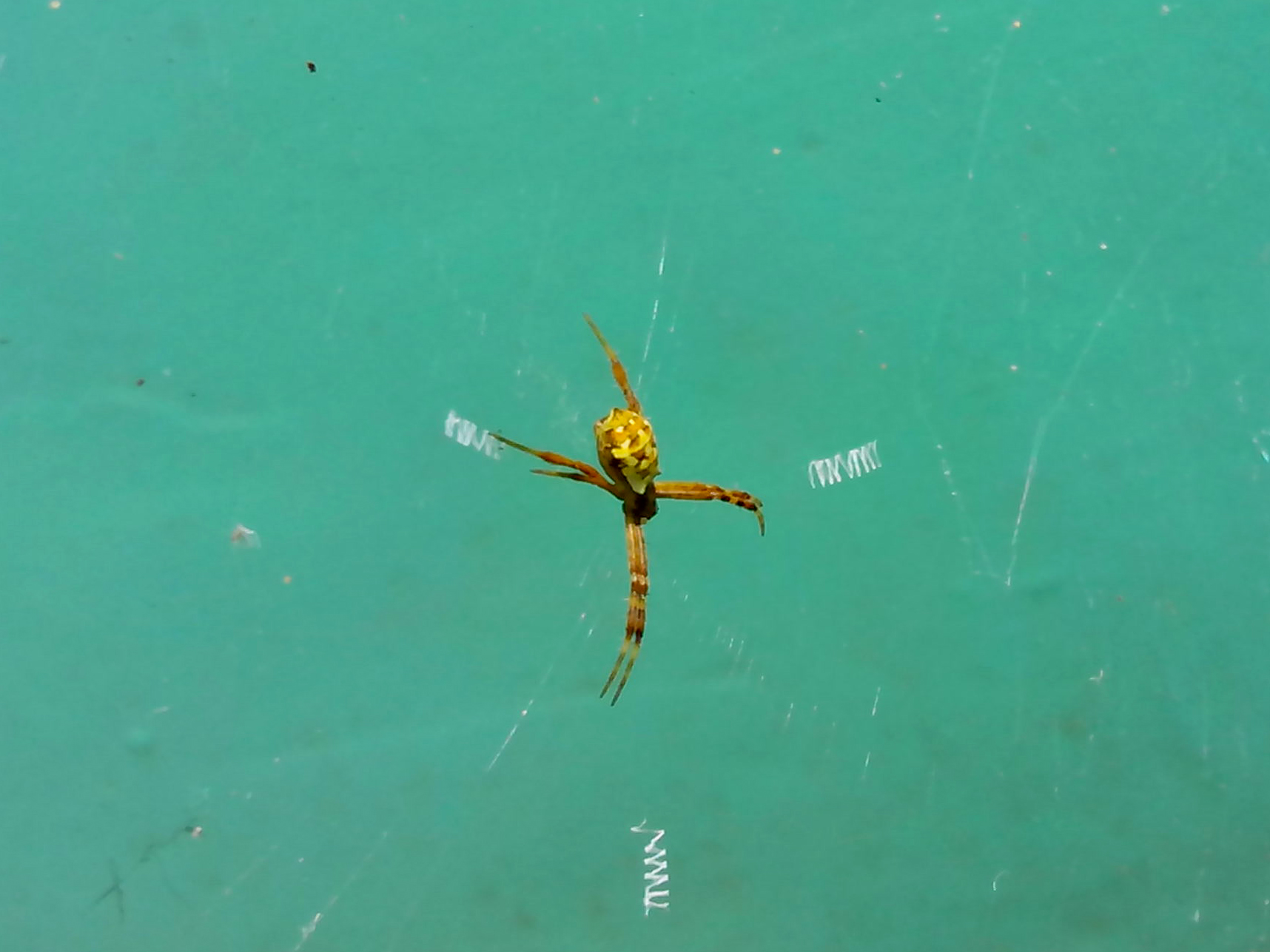
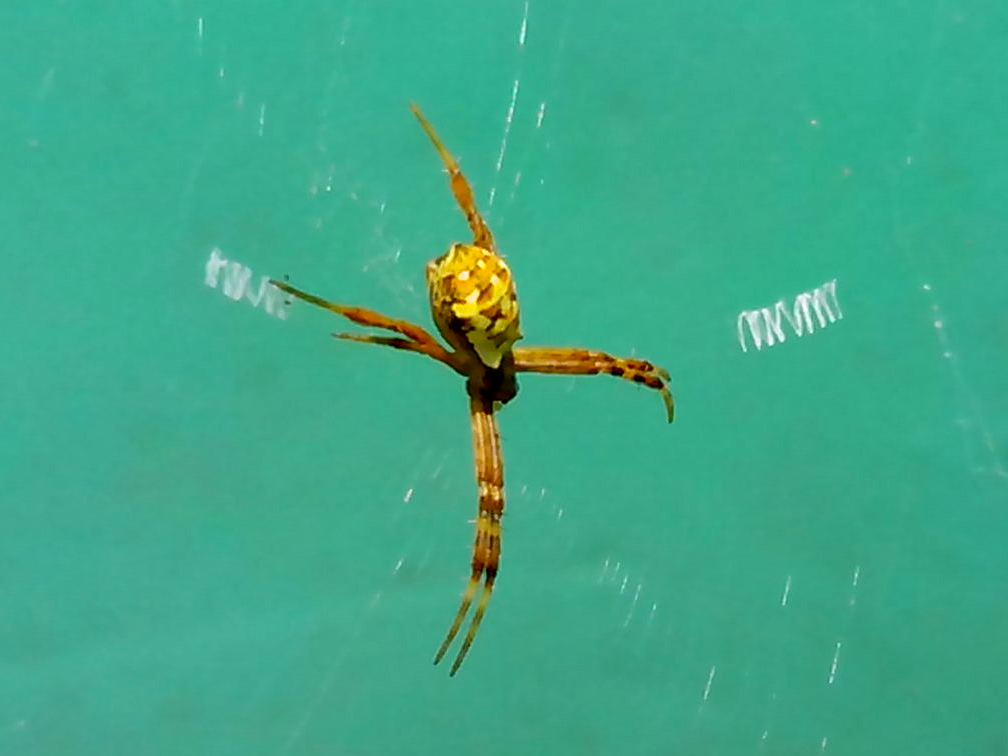